# Abelardo Mendoza Leyva
Abelardo Mendoza Leyva (Cerro de Pasco, 11 de abril de 1914-Lima, 30 de abril de 1933) fue un ciudadano peruano y militante aprista, que asesinó al presidente Luis Sánchez Cerro y fue a la vez muerto por la escolta presidencial.
Abelardo Mendoza era un joven inmigrante andino, mestizo, delgado y de estatura baja. Trabajó como empleado en bares y restaurantes de Lima y Callao. En el momento del asesinato de Sánchez Cerro se hallaba desempleado y acababa de salir en libertad, luego de estar casi un mes apresado por su vinculación con las actividades partidarias del Apra, partido que por entonces estaba proscrito.

## Biografía
Natural de Cerro de Pasco, muy joven llegó a Lima. Consiguió un empleo de doméstico en una bodega situada en la segunda cuadra de la calle Malambo (actual avenida Francisco Pizarro, en el Rímac).  Allí estuvo durante tres años, hasta que, deseando ganar más dinero, y con la recomendación de su antiguo jefe, pasó a trabajar como empleado en el bar La Piñita, situado en una esquina de la avenida Nicolás de Piérola.
En La Piñita trabajó durante cuatro años, hasta 1930, cuando fue despedido al ser descubierto robando. Ello debido a que su magro sueldo no le alcanzaba para poder mantener a su pareja. Convertido en desocupado, estuvo un tiempo prestándose dinero, dando como garantía el bar; en una oportunidad, uno de sus acreedores lo llevó a la comisaría.
Según Luis Alberto Sánchez, hacia 1931 era vendedor  ambulante de chocolates en Chosica. Por entonces se inscribió en el Partido Aprista, asistiendo al local partidario de dicha villa.
Luego estuvo rotando en diversos empleos eventuales, por el Callao, La Punta y Miraflores, hasta que logró un mejor empleo como cocinero en una fonda de Surquillo. Uno de los propietarios de ese negocio era Alejandro Cortijo, un aprista que realizaba reuniones partidarias en su local, a la que también asistía Mendoza. Intervenido por la policía, Mendoza pasó el 13 de marzo de 1933 a ser recluido en el penal El Sexto. Fue puesto en libertad el 4 de abril.
Nuevamente desempleado, Mendoza fue apoyado por sus amigos, que le dieron alojamiento y comida, hasta que  encontró al fin refugio en el local de la Federación Gráfica, gracias a la protección de Pedro Catalino Lévano, que era el conserje de dicho local. Allí Mendoza pernoctó la noche anterior al asesinato de Sánchez Cerro. Se menciona también que recibió consejos de Leopoldo Pita, un dirigente aprista de menor rango.

### Asesinato de Luis Sánchez Cerro
En la mañana del 30 de abril de 1933 el presidente Luis Sánchez Cerro pasó revista a las tropas que iban a combatir en el conflicto armado con Colombia y que estaban reunidas en el Hipódromo de Santa Beatriz, hoy Campo de Marte, en el distrito de Jesús María de la capital peruana. Concluida la ceremonia, se retiró en su vehículo descapotado y con escolta. Dentro del vehículo lo acompañaban el primer ministro José Matías Manzanilla; el Jefe de su Casa Militar, coronel Antonio Rodríguez Ramírez; y su edecán de servicio, mayor Eleazar Atencio. Sánchez Cerro se situó en el asiento trasero del coche, en el lado derecho; a su izquierda iba Manzanilla. El vehículo avanzaba lentamente, en medio de la multitud, a pedido del mismo presidente, para evitar accidentes y atropellos.
Fue en esa circunstancia cuando Abelardo Mendoza Leyva, armado con una pistola automática de marca Browning, cruzó la fila de gendarmes, se precipitó hacia el coche presidencial, y sujetándose en la capota, disparó sobre el presidente varios tiros por la espalda.
El chofer aceleró el auto, arrojando a Mendoza al suelo, que en el acto fue victimado a balazos por los miembros de la escolta presidencial que seguían de cerca al auto y por los miembros de la Casa Militar que estaban en otro automóvil, a unos metros detrás del que llevaba al presidente. Incluso algunos soldados de la escolta le atravesaron con sus lanzas. El protocolo de autopsia determinó que el cuerpo de Mendoza tenía 20 heridas de bala causada por trece proyectiles, y 4 heridas con lanza que le destrozaron un pulmón, el hígado y los intestinos. El arma usada por Mendoza fue recogida por un individuo llamado Ángel Millán Ramos, que se la llevó consigo, aunque un testigo lo identificó, siendo capturado e involucrado en el crimen.
En el confuso tiroteo, murió también un guardia republicano, José Rodríguez Pisco, que había perseguido a Mendoza con su bayoneta en ristre, y resultaron heridos un subteniente, dos cabos y dos soldados. Se cree que hubo civiles que dispararon desde lejos, escondidos en unos árboles y palmeras, lo que ha dado motivo a la teoría de un complot.
En cuanto a Sánchez Cerro, fue llevado de emergencia al Hospital Italiano (que quedaba en la avenida Abancay), pero tras dos horas de agonía falleció. Según el informe de los doctores, uno de los disparos le impactó en la zona precordial, alojándose en el corazón y ocasionando una hemorragia interna, lo que le provocó la muerte.

### Proceso en la Corte Marcial
La corte marcial, presidida por el coronel Maximiliano Frías, se hizo cargo del proceso.  Se detuvo a 19 sospechosos relacionados con el Apra, todos de extracción humilde. Estos denunciaron durante el proceso haber sido sometidos a torturas para arrancárseles confesiones. Uno de los encausados, Filomeno Sacco Espíritu, se suicidó en su celda (al menos esa fue la versión oficial).
El fiscal en su acusación señaló como único autor del crimen a Abelardo Mendoza, y como sus cómplices a los que habían sido cercanos a él, como Pedro Catalino Lévano, Alejandro Cortijo y Leopoldo Pita, así como encubridores a un grupo de personas entre los que se contaba Ángel Millán Ramos, el que había recogido el arma homicida. Iniciado el proceso, sorpresivamente el Fiscal retiró su acusación sobre los cómplices y encubridores, manteniendo solo la de encubridor en Ángel Millán Ramos.
El fallo de la corte marcial identificó como único autor a Abelardo Mendoza Leyva. Si bien admitió que había existido un complot, reconoció que no se podía identificar a los culpables, ni probar que el resto de los acusados hubiesen sido cómplices, por falta de evidencia concreta. También se acusó de omisión a las autoridades políticas y policiales, por no haber dado el resguardo debido a la persona del presidente.